# 須田一幸
須田 一幸（すだ かずゆき、1955年9月25日 - 2011年5月31日）は、日本の会計学者。学位は、博士（経営学）（神戸大学）。神戸大学経済経営研究所教授を経て、早稲田大学大学院ファイナンス研究科教授。

## 人物
秋田県湯沢市に老舗の呉服屋の長男として生まれる。1978年、福島大学経済学部卒業、1984年、一橋大学大学院商学研究科博士後期課程単位修得。大学院では中村忠に師事。
1984年、京都産業大学経営学部講師、1990年、関西大学商学部助教授、1995年、関西大学商学部教授。1987年、ロチェスター大学客員教授（1988年まで）、1996年、アルバータ大学客員教授（1997年まで）。2001年、神戸大学経済経営研究所教授を経て、2004年から早稲田大学大学院ファイナンス研究科教授。
財務会計、会計規制の研究を行い、1993年に論文「契約の経済学と会計規制」で日本会計研究学会学会賞を受賞、2000年には著書『財務会計の機能−理論と実証−』で日本会計研究学会太田・黒澤賞を受賞、神戸大学で博士（経営学）の学位を取得。
企業会計基準委員会四半期会計基準専門委員・財務諸表過年度遡及修正会計基準専門委員、総務省簡易保険における経営課題に関する研究会委員、経済産業省企業行動課会計制度改革の経済的影響に関する実証研究主査、文部科学省学術フロンティア推進拠点ソシオネットワーク戦略研究センター研究員、金融庁公認会計士試験第2次試験委員なども務めた。

## 略歴
- 1955年 秋田県生まれ
- 1978年 福島大学経済学部卒業
- 1984年 一橋大学大学院商学研究科博士後期課程退学
- 1984年 京都産業大学経営学部専任講師
- 1987年 ロチェスター大学経営大学院客員研究員
- 1988年 京都産業大学経営学部助教授
- 1995年 関西大学商学部教授
- 1997年 アルバータ大学商学部客員教授
- 2001年 神戸大学経済経営研究所教授
- 2004年 早稲田大学大学院ファイナンス研究科教授
- 2011年 5月31日午前8時50分逝去

## 著書
- 『財務会計の機能』白桃書房, 2000.1
- 『会計制度改革の実証分析 』同文舘出版, 2004.10
- 『会計制度の設計』白桃書房, 2008.2
- 『財務会計入門』（桜井久勝と共著）、有斐閣, 2012